# Freixeneda (la Vall d'en Bas)
Freixeneda és una masia situada al municipi de la Vall d'en Bas, a la comarca catalana de la Garrotxa.
Es troba a les acaballes de la Serra de Freixeneda, a la zona de Sant Privat d'en Bas.